# Coscinia leucomelas
Coscinia leucomelas är en fjärilsart som beskrevs av Charles Oberthür 1911. Coscinia leucomelas ingår i släktet Coscinia och familjen björnspinnare. Inga underarter finns listade i Catalogue of Life.